# Ellinor Vogel
Ellinor Vogel (* 18. April 1913 in Berlin; † 24. Juni 1965 bei Waßmannsdorf) war eine deutsche Schauspielerin.

## Leben
Vogel begann erst nach Ende des Zweiten Weltkriegs mit über 30 Jahren mit der Schauspielerei. Zunächst nahm sie bei Marie Borchardt Schauspielunterricht, bevor sie unter anderem am Deutschen Theater erste Rollen übernahm. Neben der Theaterarbeit folgen bald erste Rollen bei Film und Fernsehen.
Im Juni 1965 starb Vogel bei einem Zugunglück nahe Waßmannsdorf.
Aus der ersten Ehe mit dem Journalisten Alex Vogel ging der Regisseur Peter Vogel hervor. In zweiter Ehe war sie mit dem Autor Werner Bernhardy verheiratet.

## Filmografie (Auswahl)
- 1954: Der Geizige (Fernsehfilm)
- 1955: Ein Polterabend
- 1955: Das Stacheltier: Im freien Westen (Kurzfilm)
- 1955: Das Stacheltier: Schreck in der Morgenstunde (Kurzfilm)
- 1956: Ferien, Schi und Schneegestöber (Fernsehfilm)
- 1956: Kawulke contra Meyer (Fernsehfilm)
- 1956: Zwischenfall in Benderath
- 1956: Moral (Fernsehfilm)
- 1957: Das Stacheltier: Feine Zeitgenossen (Kurzfilm)
- 1957: Bei Hermann Plor (Fernsehfilm)
- 1958: Liebesmahl eines Wucherers (Fernsehfilm)
- 1958: Helenchen ist glücklich (Fernsehfilm)
- 1959: Das Stacheltier: Die Hausversammlung – Nachbarschaftshilfe (Kurzfilm)
- 1959: Paul Eszterág schweigt (Fernsehfilm)
- 1959: Spuk in Villa Sonnenschein (Fernsehfilm)
- 1959: Brücke zwischen gestern und morgen (Fernsehfilm)
- 1959: Das schwarze Schaf (Fernsehfilm)
- 1960: Hochmut kommt vor dem Knall
- 1960: Die letzte Probe (Fernsehfilm)
- 1960: Ich bin nicht mein Bruder (Fernsehfilm)
- 1960: Was wäre, wenn...?
- 1960: Schritt für Schritt
- 1960: Die heute über 40 sind
- 1960: Begegnung im Zwielicht (Spotkania w mroku)
- 1960: Die vertagte Nacht (Fernsehfilm)
- 1960: Der Raub der Sabinerinnen (Fernsehfilm)
- 1960: Tartuffe (Fernsehfilm)
- 1961: Die Liebe und der Co-Pilot
- 1961: Guten Tag, lieber Tag
- 1961: Weekend im Paradies (Fernsehfilm)
- 1961: Hoffnung auf Kredit (Fernsehfilm)
- 1961: Der Tag des Ludger Snoerrebrod (Fernsehfilm)
- 1961: Moabiter Miniaturen: Die Enthemmten (Fernsehfilm)
- 1961: Die Geistertasse (Fernsehfilm)
- 1961: Ein besserer Herr (Fernsehfilm)
- 1962: Die neue Losung (Fernsehfilm)
- 1962: Das Stacheltier: Ein gemütlicher Abend (Kurzfilm)
- 1962: Totentanz (Fernsehfilm)
- 1962: Zum goldenen Anker (Fernsehfilm)
- 1962: Wenn du denkst, der Mond geht unter (Fernsehfilm)
- 1962: Der Kinnhaken
- 1963: Leben in Angst (Fernsehfilm)
- 1963: Interview mit Pinselheinrich (Fernsehfilm)
- 1963: Sonntagsfahrer
- 1963: Wenn du denkst, du hast’n (Fernsehfilm)
- 1963: Zu vermieten (Fernsehfilm)
- 1963: Theater um Othello (Fernsehfilm)
- 1964: Das Stacheltier: Keine Leute! (Kurzfilm)
- 1964: Der Fächer der Madame de Pompadour (Fernsehfilm)
- 1964: Reizende Leute (Fernsehfilm)
- 1965: Aktion Glücksschwein (Fernsehfilm)
- 1965: Tiefe Furchen
- 1965: Eisenjustavs dollste Fuhre (Fernsehfilm)
- 1965: Die besten Jahre

## Theater
- 1949: Johann Wolfgang von Goethe: Faust. Eine Tragödie (Bürgermädchen) – Regie: Wolfgang Langhoff (Deutsches Theater Berlin)
- 1952: Maxim Gorki: Jegor Bulytschow und die Anderen – Regie: Hans Jungbauer (Deutsches Theater Berlin)
- 1953: Heinar Kipphardt: Shakespeare dringend gesucht (Schriftstellerin) – Regie: Herwart Grosse  (Deutsches Theater Berlin – Kammerspiele)
- 1955: Alfred Matusche: Die Dorfstraße – Regie: Hannes Fischer (Deutsches Theater Berlin – Kammerspiele)
- 1955: Autorenkollektiv: Der Brettlstudent – Regie: Joachim Gürtner (Palast-Brettl Berlin)
- 1957: Frances Goodrich/ Albert Hackett: Das Tagebuch der Anne Frank (Frau van Daan) – Regie: John Hanau (Gastspielbühne Berlin im Tivoli-Theater Berlin-Pankow)
- 1958: Autorenkollektiv: Bon soir, Paris (Sängerin) – Regie: Gottfried Herrmann (Friedrichstadt-Palast Berlin)

## Hörspiele
- 1950: Karl Georg Egel: Das Hauptbuch der Solvays – Regie: Gottfried Herrmann (Berliner Rundfunk)
- 1958: Günther Rücker: Bericht Nummer 1 – Regie: Günther Rücker (Hörspiel – Rundfunk der DDR)
- 1958: Henrik Ibsen: Stützen der Gesellschaft (Frau Lingen) – Regie: Erich-Alexander Winds (Hörspiel – Rundfunk der DDR)
- 1959: Samuil J. Marschak: Das Katzenhaus (Fürstin Koschka, alte vornehme Angorakatze) – Regie: Theodor Popp (Kinderhörspiel – Eterna/Litera)
- 1960: Walter Karl Schweickert: Pickhuhns Geburtstag (Frau Pickhuhn) – Regie: Helmut Hellstorff (Rundfunk der DDR)
- 1960: Käte Seelig: Liebe, Tratsch und Treppensteigen (Frau Schickedanz) – Regie: Detlev Witte (Hörspiel – Rundfunk der DDR)
- 1961: Günter Koch/Manfred Uhlmann: Mordsache Brisson – Regie: Hans Knötzsch (Dokumentation – Rundfunk der DDR)
- 1962: Karel Čapek: Ein Abend mit Karel Čapek (Frau Hampl) – Regie: Hans Knötzsch (Hörspiel-Komödie – Rundfunk der DDR)
- 1963: Walter Krumbach: Die gestohlenen Ostereier (Füchsin Aline) – Regie: Renate Thormelen (Kinderhörspiel – Litera)
- 1963: Charlotte Benz (nach einem japanischen Märchen): Das Geschenk des Zauberers (Hina, Mutter von Nama) – Regie: Werner Hoffmann (Kinderhörspiel – Litera)
- 1964: Georg W. Pijet: Mietskaserne – Regie: Fritz-Ernst Fechner (Hörspiel – Rundfunk der DDR)
- 1964: Jacques Constant: General Frédéric (Frédérics Mutter) – Regie: Hans Knötzsch (Hörspiel – Rundfunk der DDR)
- 1964: Józef Hen/Jadwiga Plonska: Skandal in Gody (Staatsanwältin) – Regie: Edgar Kaufmann (Hörspiel – Rundfunk der DDR)
- 1964: Walter Alberlein: Künstlerpech (Kollegin Sanddorn) – Regie: Werner Wieland (Hörspiel – Rundfunk der DDR)
- 1965: Egon Mathiesen: Mies mit den blauen Augen – Regie: Joachim Herting (Kinderhörspiel/Kurzhörspiel – Rundfunk der DDR)